# Juli 2017
Portal Geschichte | Portal Biografien | Aktuelle Ereignisse | Jahreskalender | Tagesartikel

◄ |
20. Jahrhundert |
21. Jahrhundert

◄ |
1980er |
1990er |
2000er |
2010er
| 2020er | 2030er | 2040er

◄ |
2013 |
2014 |
2015 |
2016 |
2017
| 2018 | 2019 | 2020 | 2021 | ►

◄ |
April 2017 |
Mai 2017 |
Juni 2017 |
Juli 2017 |
August 2017 |
September 2017 |
Oktober 2017 |
►
Dieser Artikel behandelt tagesbezogene Nachrichten und Ereignisse im Juli 2017.

## Tagesgeschehen

### Samstag, 1. Juli 2017

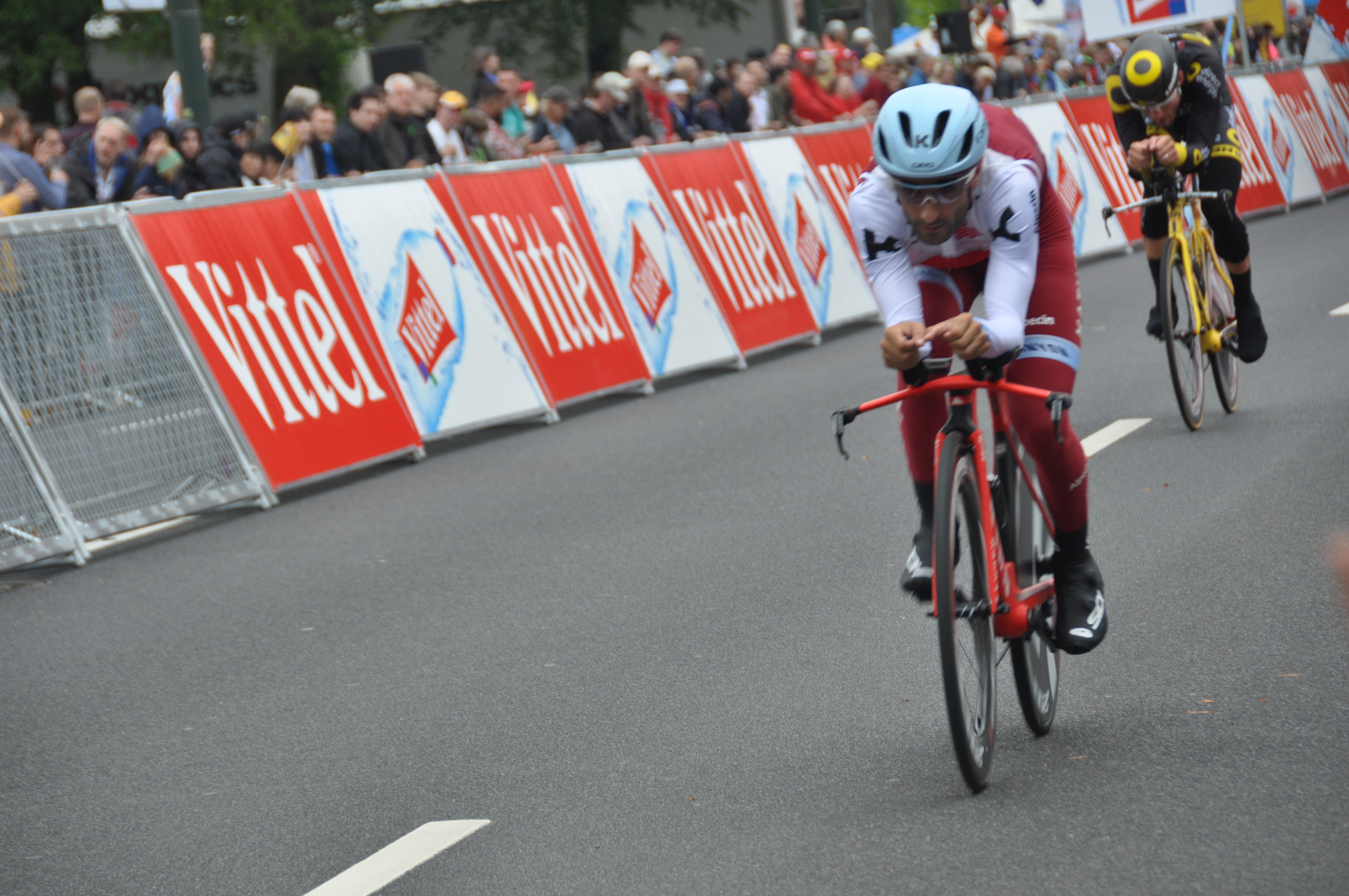
Tour de France in Düsseldorf

Logo der estnischen EU-Ratspräsidentschaft 2017

- Düsseldorf/Deutschland: Das Rad-Etappenrennen Tour de France startet in diesem Jahr zum vierten Mal in der Geschichte der Tour in Deutschland.[1]
- Little Rock/Vereinigte Staaten: Eine Schießerei in einem Nachtclub fordert am Samstagmorgen 28 Verletzte. Auslöser soll ein Streit gewesen sein.[2]
- Ottawa/Kanada: Das Land feiert den 150. Jahrestag der Gründung der Kanadischen Konföderation.[3]
- Straßburg/Frankreich: Der am 16. Juni verstorbene ehemalige deutsche Bundeskanzler Helmut Kohl wird als erste Persönlichkeit in der Geschichte der Europäischen Union mit einem Europäischen Trauerakt geehrt, den der Präsident der Europäischen Kommission Jean-Claude Juncker im Vorfeld als „Staatsakt“ bezeichnete. Die Zeremonie findet im Plenarsaal des Europäischen Parlaments statt.[4]
- Tallinn/Estland: Die sechsmonatige Estnische EU-Ratspräsidentschaft beginnt.[5]
- Wien/Österreich: Die Österreichische Volkspartei (ÖVP) wählt Sebastian Kurz mit 98,7 % der Delegiertenstimmen zum Bundesparteiobmann.[6]

### Sonntag, 2. Juli 2017
- Bamako/Mali: Gipfeltreffen der G5-Sahel-Staaten Burkina Faso, Mali, Mauretanien, Niger und Tschad mit Frankreich zur besseren Bekämpfung von Dschihadisten und Drogenhändlern in der Sahel-Zone.[7]
- Krakau/Polen: Die elftägige 41. ordentliche Sitzung des Welterbekomitees beginnt.[8]
- Sankt Petersburg/Russland: Im Finale des FIFA-Konföderationen-Pokals gewinnt die deutsche Fußballnationalmannschaft gegen die Auswahl Chiles durch ein Tor von Lars Stindl 1:0.[9]

### Montag, 3. Juli 2017
- Ramadi/Irak: Ein Selbstmordattentäter des Islamischen Staates (IS) tötet in einem Flüchtlingslager 60 km westlich von Ramadi 14 Menschen und verletzt weitere 10.[10]
- Stammbach/Deutschland: In Oberfranken fährt ein Reisebus auf der Bundesautobahn 9 auf einen Lastzug auf, der dabei Feuer fängt. Die Flammen greifen anschließend auf den Bus über. 18 Menschen kommen bei dem Unfall ums Leben.[11]

### Dienstag, 4. Juli 2017
- Berlin/Deutschland: Das Bundesamt für Verfassungsschutz (BfV) warnt bei der Veröffentlichung des Verfassungsschutzberichts vor Abhöraktionen ausländischer Nachrichtendienste im Regierungsviertel von Berlin. Wegen ihrer günstigen Lage und ihrer Exterritorialität eigneten sich hierfür besonders die Botschaftsgebäude im Zentrum Berlins. Dabei müsse „bei allen über Funk geführten Kommunikationsverbindungen“ wie bei Gesprächen mit Mobiltelefonen oder WLAN-Verbindungen mit einer Überwachung gerechnet werden.[12]
- Panghyon/Nordkorea: Die koreanische Volksarmee testet entgegen der UN-Sanktionen eine Interkontinentalrakete vom Typ KN-14. In der Flugzeit von rund 39 Minuten, erreicht die Rakete eine Höhe von 2800 Kilometern und versinkt nach rund 930 Kilometern im Japanischen Meer (Ostmeer).[13]
- Schwerin/Deutschland: Der Landtag von Mecklenburg-Vorpommern wählt die ehemalige Bundesfamilienministerin Manuela Schwesig (SPD) zur Ministerpräsidentin der Landesregierung. Ihr Parteikollege Erwin Sellering gab das Amt aus gesundheitlichen Gründen ab.[14]

### Mittwoch, 5. Juli 2017
- Wien/Österreich: Das Land verzeichnet mutmaßlich das erste Tötungsdelikt durch einen Sympathisanten der terroristischen Vereinigung Islamischer Staat (IS) in seiner Geschichte. Innenminister Wolfgang Sobotka (ÖVP) informiert die Öffentlichkeit am Abend darüber, dass die Ermittlungsbehörden den Doppelmord an einem Ehepaar am 30. Juni in Linz nach Auswertung persönlicher Gegenstände des nordafrikanischen Täters mit dem IS in Verbindung bringen. Als Tatmotiv gab der Beschuldigte seinen „Hass auf die FPÖ“ an.[15]

### Donnerstag, 6. Juli 2017
- Berlin/Deutschland: Das Berliner Landgericht verurteilt einen als „U-Bahn-Treter“ bekannt gewordenen Mann zu einer Haftstrafe von zwei Jahren und elf Monaten. Der 28-jährige Bulgare trat im Oktober 2016 eine Studentin im U-Bahnhof Hermannstraße ohne Anlass eine Treppe hinunter.[16]
- Hamburg/Deutschland: In der Nacht vor dem Gipfel der Gruppe der Zwanzig hinterlassen vorwiegend von außerhalb angereiste Personen eine Spur der Verwüstung in den Bezirken Altona und Mitte. Nach Angaben der Polizei werden bis zum frühen Morgen 76 Polizisten beim Versuch, das staatliche Gewaltmonopol durchzusetzen, verletzt. Teilnehmer und Polizei beschuldigen sich gegenseitig der Eskalation.[17]

### Freitag, 7. Juli 2017

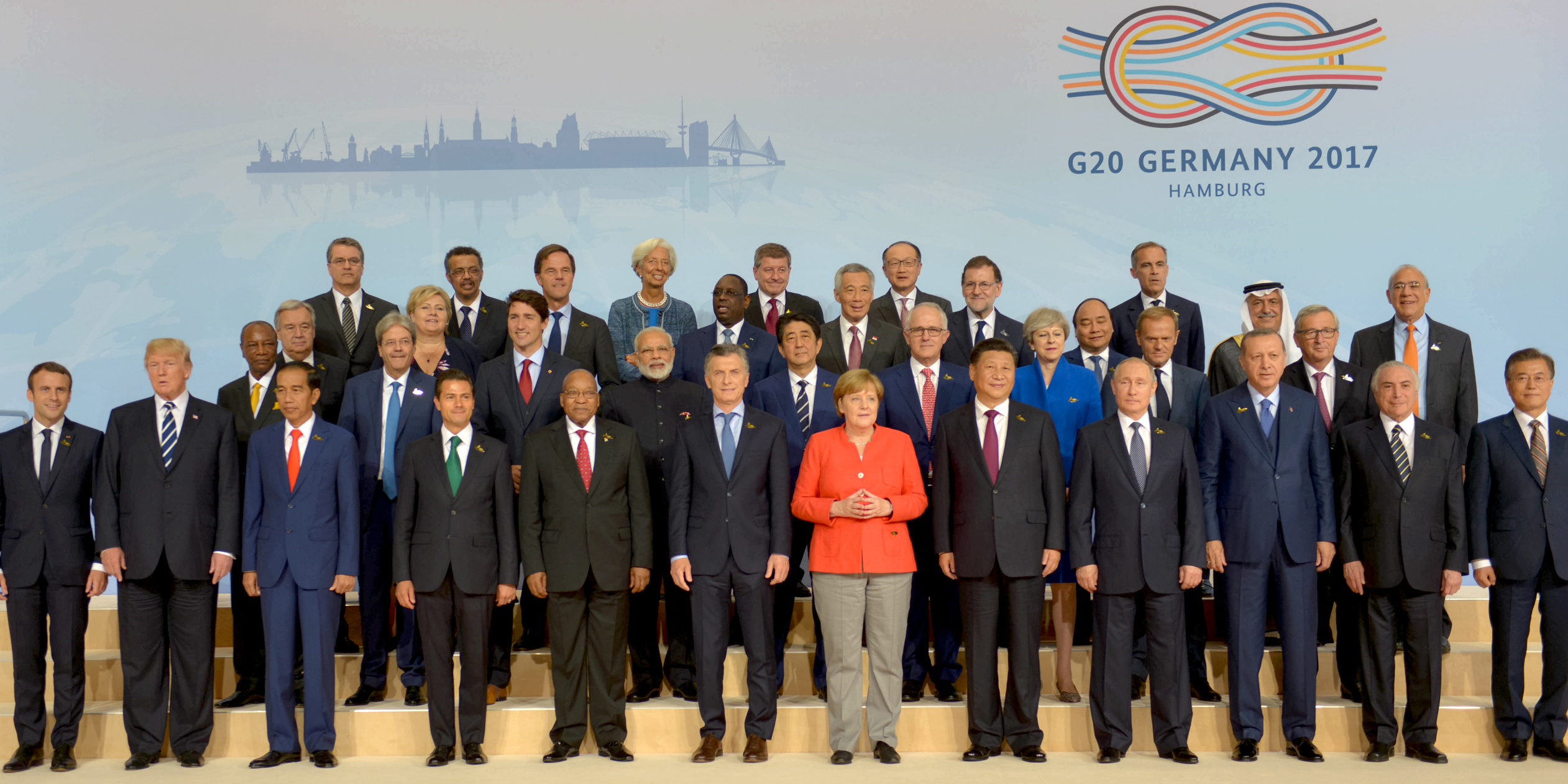
Teilnehmer des G20-Gipfels

- Hamburg/Deutschland: Das Gipfeltreffen der Gruppe der zwanzig wichtigsten Industrie- und Schwellenländer (G20) mit Fokus auf Freihandel und Umweltprobleme beginnt. Es wird von schweren Gewalttaten in der Innenstadt begleitet, zum Teil ohne Bezug auf Politik. Parallel demonstrieren zehntausende Menschen friedlich gegen diverse soziale Phänomene, u. a. gegen die wirtschaftlichen Unterschiede auf dem Planeten.[18]
- Schimal Sina/Ägypten: Beim schwersten Anschlag der letzten zwei Jahre auf der Halbinsel Sinai töten Terroristen in el-Barth 23 Soldaten der Streitkräfte Ägyptens. Die Organisation Islamischer Staat bekennt sich zu dem Angriff auf den Armeeposten unweit der Grenze zu den Palästinensischen Autonomiegebieten.[19]

### Samstag, 8. Juli 2017
- Hamburg/Deutschland: Der Gipfel der 20 endet mit unterschiedlichen Auffassungen zur Umsetzung des Pariser Klimaabkommens. Während 19 Teilnehmer weiterhin das Zwei-Grad-Ziel erreichen wollen, erwähnt das Abschlussdokument die Abkehr der Vereinigten Staaten. Angesichts der schweren Krawalle in der Hamburger Innenstadt, v. a. im Stadtteil St. Pauli, und aufkommender Kritik an der Entscheidung für Hamburg als Gastgeberstadt betont der Bundesminister des Innern Thomas de Maizière, dass der Staat sich die Auswahl des Tagungsorts nicht von Gewalttätern diktieren lasse.[20][21]

### Sonntag, 9. Juli 2017
- Klagenfurt/Österreich: Der Österreicher Ferdinand Schmalz wird mit dem Ingeborg-Bachmann-Preis 2017 ausgezeichnet.[22]
- Mossul/Irak: Die am 17. Oktober 2016 gestartete Großoffensive der Streitkräfte des Irak und ihrer Verbündeten zur Befreiung der Stadt von der Herrschaft der Terrororganisation Islamischer Staat (IS) ist nach Angaben der irakischen Regierung beendet. Es gebe keinen Widerstand durch IS-Kräfte mehr und alle Stadtbereiche befänden sich nun unter der Kontrolle der Armee.[23]
- Paris/Frankreich: 30 Imame beginnen eine Europareise zu Tatorten von islamistisch motivierten Anschlägen der vergangenen Jahre. Dort wollen sie für die Opfer und gegen Gewalt beten. Die ersten Ziele sind die Pariser Métro-Station Franklin D. Roosevelt, an der ein Polizist ermordet wurde, und der Breitscheidplatz in Berlin, auf dem ein Anschlag zwölf Todesopfer hinterließ.[24]

### Montag, 10. Juli 2017

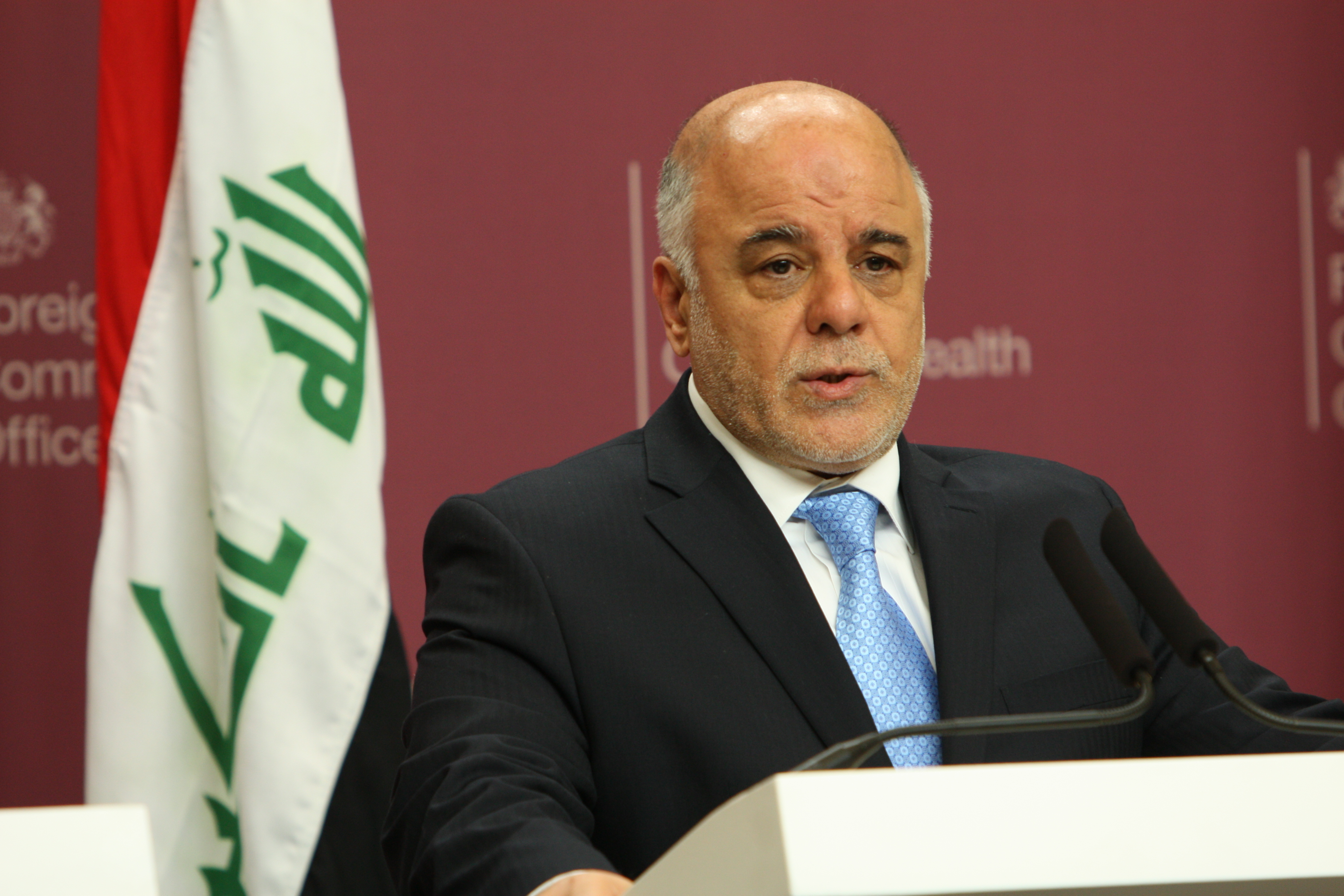
Haider al-Abadi

- Leflore County/Vereinigte Staaten: Beim Absturz eines Transportflugzeugs vom Typ Lockheed KC-130 der Marineinfanterie der Vereinigten Staaten in Mississippi kommen 16 Menschen ums Leben.[25]
- Mossul/Irak: Einen Tag, nachdem die Streitkräfte des Irak die Einnahme der Millionenstadt vermeldeten, kommt es am Fluss Tigris zu heftigen Gefechten. Ministerpräsident Haider al-Abadi erklärt die Niederlage des Islamischen Staats dennoch zu einer „Frage der Zeit“.[26]
- Wien/Österreich: Das Außenministerium untersagt dem Wirtschaftsminister der Türkei Nihat Zeybekçi die Einreise nach Österreich. Einziger Grund für den Besuch des Ministers sei ein Auftritt vor türkischen Einwanderern, das könne eine Gefahr für die öffentliche Sicherheit darstellen.[27]

### Dienstag, 11. Juli 2017
- Straßburg/Frankreich: Der Europäische Gerichtshof für Menschenrechte erklärt das seit 2011 in Belgien wirksame Verbot von Kleidung mit Gesichtsverschleierung im öffentlichen Raum für rechtmäßig.[28]
- Luzern/Schweiz: Johannes Vetter gelingt mit 94,44 m ein neuer deutscher Rekord im Speerwurf.[29]

### Mittwoch, 12. Juli 2017

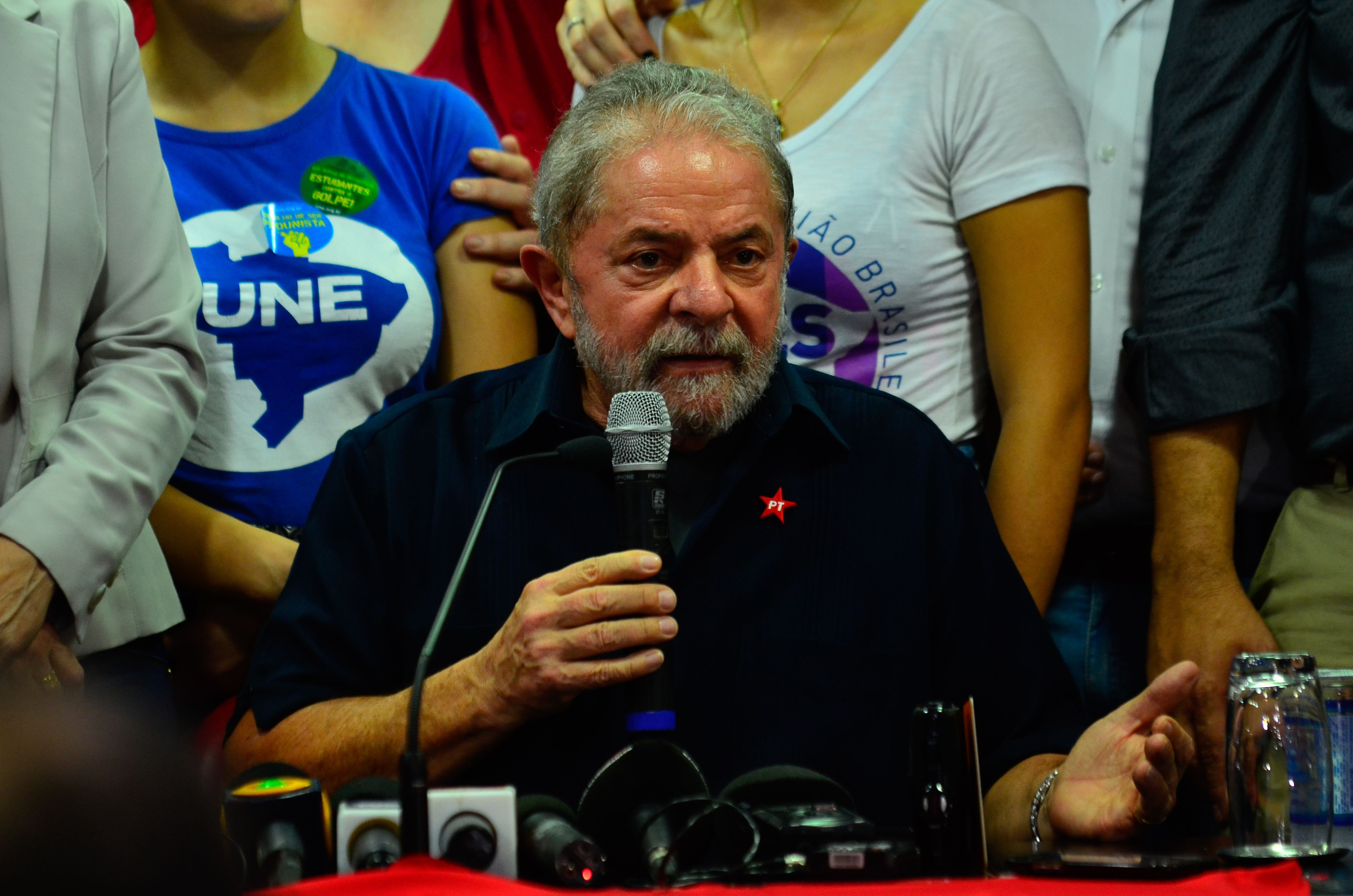
Luiz I. Lula da Silva

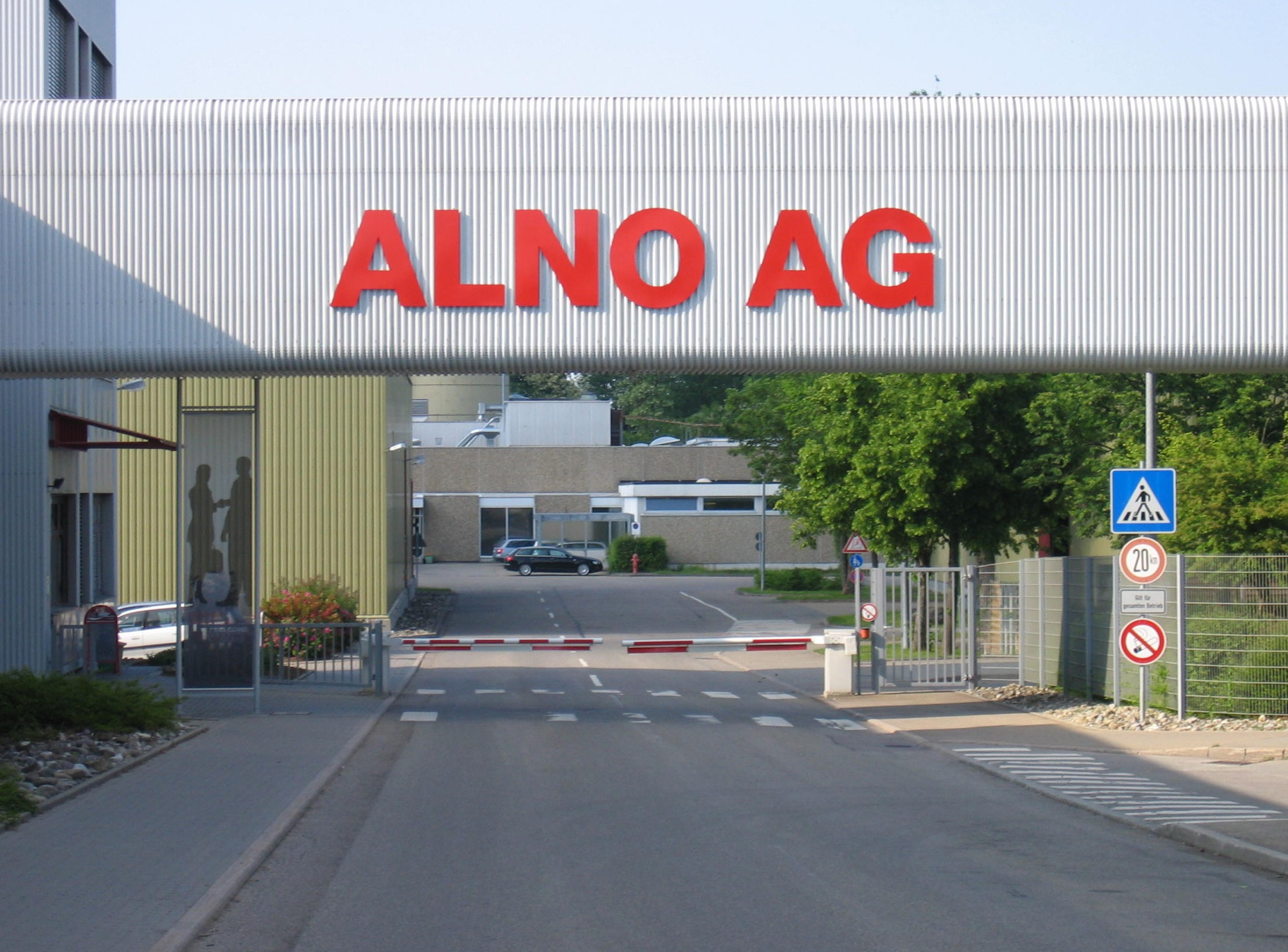
Alno-Fabrik in Pfullendorf

- Berlin/Deutschland, Wien/Österreich: Der deutsche Finanzminister Wolfgang Schäuble äußert sich im Bundestag zur Höhe der Zinseinnahmen aus den Krediten, die die Staaten der Europäischen Union an Griechenland seit Ausbruch der Staatsschuldenkrise 2010 vergaben, sowie zum Volumen der Wertsteigerungen der angekauften griechischen Staatsanleihen. Danach beläuft sich der deutsche Anteil am Gewinn auf 1,34 Milliarden Euro. Aus denselben Quellen verzeichnen das Finanzministerium Österreichs und die Nationalbank in der Summe einen Gewinn von 240 Millionen Euro.[30][31]
- Curitiba/Brasilien: Bundesrichter Sérgio Moro verurteilt den ehemaligen Staatspräsidenten Luiz Inácio Lula da Silva wegen Korruption zu neuneinhalb Jahren Haft. Es sei erwiesen, dass Lula da Silva Dienste des Bauunternehmens OAS in Anspruch nahm, das im Gegenzug Aufträge durch den halbstaatlichen Ölkonzern Petrobras erwartete.[32]
- Düsseldorf/Deutschland: Die Metro Group spaltet sich in die Aktiengesellschaften Ceconomy (Media- und Saturn-Märkte) sowie Metro Wholesale & Food Specialist (Real- und Metro-Märkte) auf.[33]
- Hechingen/Deutschland: Der Möbelhersteller Alno AG beantragt beim Amtsgericht die Eröffnung eines Insolvenzverfahrens.[34]
- Valletta/Malta: Das Parlament beschließt eine Reform zur Einführung der gleichgeschlechtlichen Ehe. Nur ein Abgeordneter stimmt dagegen.[35]

### Donnerstag, 13. Juli 2017

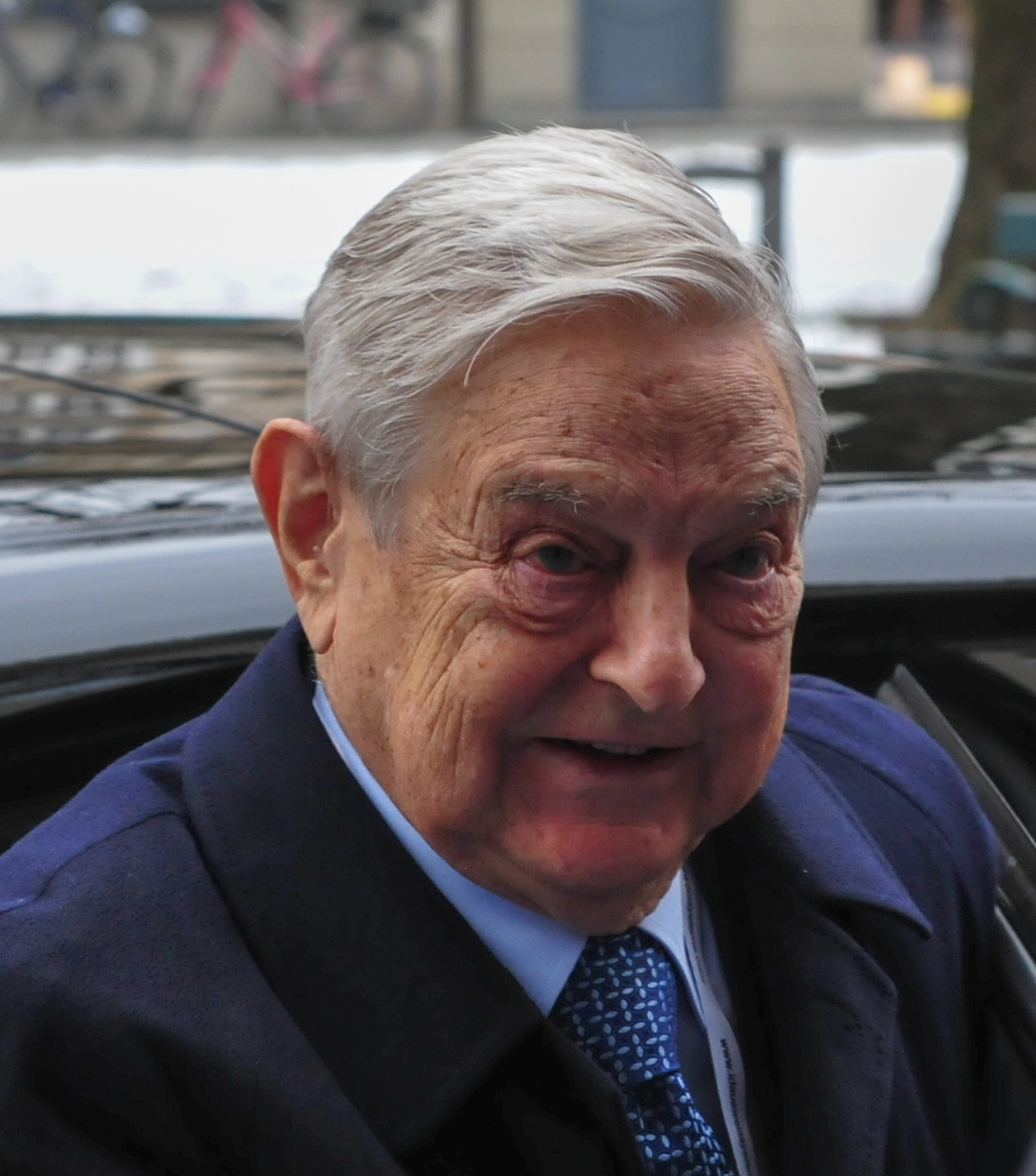
George Soros

- Brüssel/Belgien: Die Europäische Kommission eröffnet ein Verfahren gegen Ungarn, weil das dortige Parlament im Juni ein Gesetz verabschiedete, dem zufolge ausländische Nichtregierungsorganisationen ihre Arbeit gerichtlich genehmigen lassen müssen. Zeitgleich läuft in Ungarn eine Plakatkampagne der Regierung gegen George Soros, den Gründer der Open Society Foundations. Die Kommission fordert eine Stellungnahme bis Mitte August.[36]
- Hamburg/Deutschland: Nach dem G20-Gipfel werden Sicherheitskräfte aus ganz Deutschland zu einem kostenlosen Konzert in die Elbphilharmonie eingeladen. Des Weiteren haben mehrere Hotels kostenlose Übernachtungen für Polizisten und deren Partner und Kaufhäuser reduzierte Ware angeboten.[37]
- Mossul/Irak: Nach Angaben der Streitkräfte des Irak werden in der Stadt fünf Kämpferinnen im Dienst der Terrororganisation Islamischer Staat (IS) festgenommen, die eigens aus Deutschland anreisten, um Teil des IS zu werden. Die Jüngste ist eine 16-jährige Konvertitin aus Pulsnitz, die in Deutschland als vermisst gilt.[38]

### Freitag, 14. Juli 2017

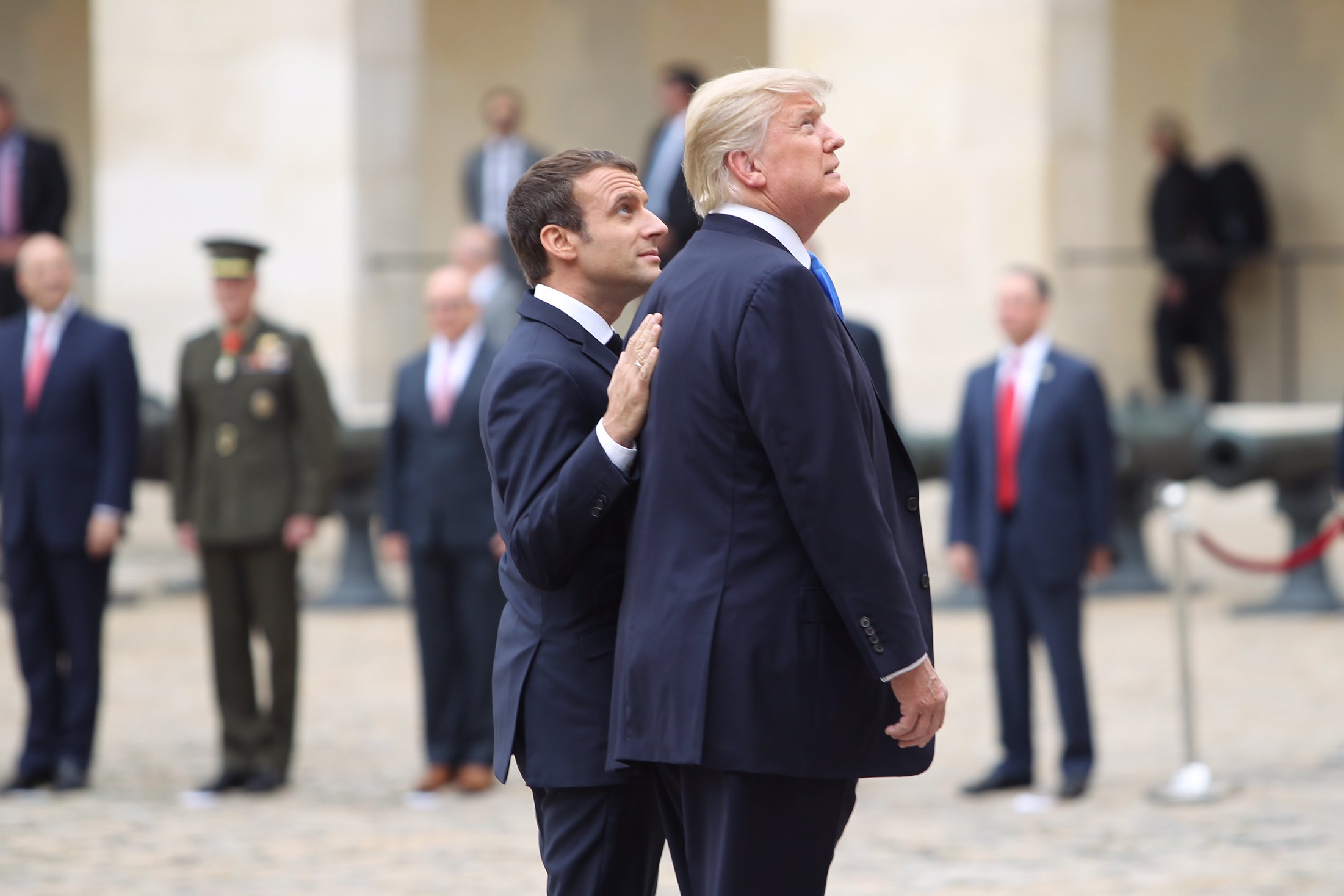
Macron und Trump

- Hurghada/Ägypten: Bei einer Messerattacke auf Urlauber in einem Hotel in Hurghada sterben zwei deutsche Langzeit-Touristinnen. Vier weitere Personen werden verletzt. Der Angreifer beruft sich auf die Scharia.[39]
- Paris/Frankreich: Auf Einladung von Staatspräsident Emmanuel Macron wohnt US-Präsident Donald Trump den Feierlichkeiten zum 228. Jahrestag des „Sturms auf die Bastille“ bei.[40]

### Samstag, 15. Juli 2017
- Berlin/Deutschland: SPD-Kanzlerkandidat Martin Schulz möchte einen „Solidaritätspakt“ in der Europäischen Union einführen, der jene Staaten finanziell unterstützt, die Flüchtlinge aufnehmen.[41]
- Hamburg/Deutschland: Eine Woche nach dem Einsatz eines sächsischen SEKs und einer österreichischen Cobra-Einheit im Schanzenviertel wird bekannt, dass sich zuvor die regulären Polizeitruppen ihrem Einsatzbefehl widersetzten und als Grund dafür angaben, sich nicht in Lebensgefahr begeben zu wollen.[42][43]
- London/Vereinigtes Königreich: Die in Venezuela geborene Spanierin Garbiñe Muguruza gewinnt das Damen-Einzel-Turnier der Wimbledon Championships im Tennis gegen Venus Williams aus den Vereinigten Staaten in zwei Sätzen.[44]

### Sonntag, 16. Juli 2017
- Berlin/Deutschland: Der SPD-Kanzlerkandidat Martin Schulz stellt seinen „Zukunftsplan“ in der SPD-Parteizentrale vor.[45]
- London/Vereinigtes Königreich: Mit seinem achten Sieg im Herrenfinale von Wimbledon gegen den Kroaten Marin Čilić (6:3, 6:1, 6:4) gewinnt der Schweizer Tennisspieler Roger Federer seinen insgesamt 19. Grand-Slam-Titel im Einzel. Außerdem ist er mit acht Wimbledon-Siegen alleiniger Rekordsieger des Londoner Turniers. Seine Landsfrau Martina Hingis gewinnt 21 Jahre nach ihrem ersten Turniersieg in Wimbledon an der Seite des Schotten Jamie Murray die Trophäe im Mixed-Wettbewerb.[46][47]
- Santiago/Chile: Die chilenische Hauptstadt ist von einer 30 cm hohen Schneedecke überzogen. Die Lufttemperatur liegt bei 0 °C und damit rund 10 °C unter dem langjährigen Mittel. Hunderttausende Haushalte sind ohne Strom.[48]

### Montag, 17. Juli 2017
- Brüssel/Belgien: Die zweite Verhandlungsrunde über den Austritt des Vereinigten Königreichs aus der Europäischen Union (EU) beginnt, u. a. mit David Davis für das Vereinigte Königreich und Michel Barnier für die EU.[49]
- Neu-Delhi/Indien: Die Mitglieder des Wahlkollegiums geben ihre Stimmen zur Wahl des neuen Präsidenten der Republik Indien ab. Zur Auswahl stehen Ram Nath Kovind, Kandidat der Nationalen Demokratischen Allianz, und Meira Kumar vom Parteienbündnis Vereinte Fortschrittliche Allianz. Das Ergebnis der Stimmenauszählung soll am 20. Juli verkündet werden.[50]
- Stuttgart/Deutschland: Als erstes Oberlandesgericht lässt das Oberlandesgericht Stuttgart Filmmaterial aus einer Dashcam als Beweismittel zu.[51]

### Dienstag, 18. Juli 2017

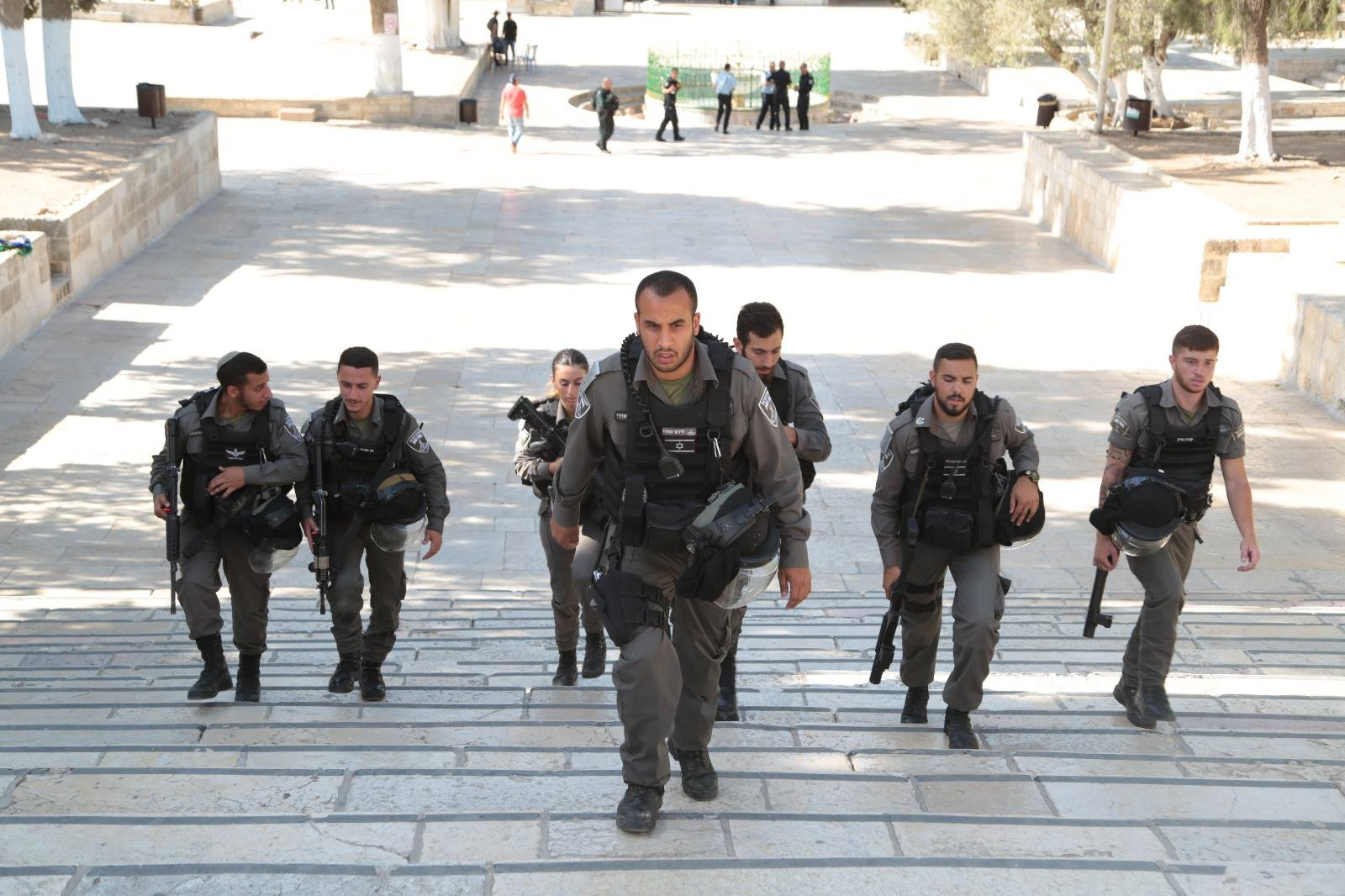
Den Tempelberg verwaltet die Waqf-Behörde, Israel bestimmt die Sicherheitsmaßnahmen

- Donezk/Ukraine: Die pro-russische Volksmiliz, die die Oblaste Donezk und Luhansk militärisch kontrolliert, kündigt die Umwandlung der östlichen Ukraine in eine so genannte „Republik Kleinrussland“ an. Vertreter der Regierung Russlands weisen auf die von diesem Schritt ausgehende Gefahr für den Friedensplan Minsk II hin, die Regierung der Ukraine unter Petro Poroschenko verurteilt das Vorhaben.[52]
- Jerusalem/Israel: In der Jerusalemer Altstadt brechen Unruhen rund um den von der Waqf-Behörde verwalteten, aber israelisch kontrollierten Tempelberg aus. Die Armee installierte nach einem Attentat am 14. Juli mit insgesamt vier Toten verschärfte Sicherheitskontrollen für Touristen und Muslime auf dem Weg zur al-Aqsa-Moschee. Gleichzeitig wurde der zuständige Großmufti Mohammed Ahmad Husein für einige Stunden festgehalten. Daraufhin entsteht in der Nacht zum Dienstag ein Aufruhr, in dessen Verlauf israelische Soldaten mindestens 50 Angreifer zum Teil schwer verletzen.[53][54]
- Montevideo/Uruguay: In Uruguay beginnt der Vertrieb von Hanf über Apotheken. Die Käufer müssen sich in ein Register eintragen und die Höchstmenge ist limitiert. Damit soll der Einfluss von Drogen-Clans verringert werden.[55]
- Stuttgart/Deutschland: Der Kfz-Hersteller Daimler AG informiert die Öffentlichkeit über eine bevorstehende europaweite Rückrufaktion für rund drei Millionen Fahrzeuge mit Dieselantrieb der Marke Mercedes-Benz. Das Unternehmen rechnet mit Kosten in Höhe von 220 Millionen Euro, um den Stickoxid-Ausstoß der Fahrzeuge zu senken.[56]

### Mittwoch, 19. Juli 2017
- Berlin/Deutschland: Der deutsche Außenminister Sigmar Gabriel bestellt den türkischen Botschafter Ali Kemal Aydin in das Auswärtige Amt ein. In einem einstündigen Gespräch fordert er die Freilassung des in der Türkei inhaftierten Menschenrechtsaktivisten Peter Steudtner. Des Weiteren distanzieren sich mehrere Staaten, darunter die USA, von den Verhaftungen der Menschenrechtler.[57]
- Deutschland: Schwere Unwetter verwüsten von Schleswig-Holstein bis Baden-Württemberg mehrere Regionen. Am Bodensee wird ein Musikfestival mit 3.200 Festivalgästen abgesagt. In Dortmund stirbt eine Frau, nachdem ein Baum auf sie stürzte. Auf der Bundesautobahn 45 muss die Feuerwehr ausrücken, da dort das Wasser mehrere Zentimeter hoch steht.[58]
- München/Deutschland: Der Freistaat Bayern beschließt die Neuregelung des Unterbindungsgewahrsams. Zukünftig soll es möglich sein, sogenannten Gefährdern auf unbestimmte Zeit präventiv die Freiheit zu entziehen, sofern der Gewahrsam alle drei Monate richterlich angeordnet wird.[59]
- München/Deutschland: Das Plädoyer von Bundesanwalt Herbert Diemer im NSU-Prozess wird aufgrund eines Streits um von der Verteidigung geforderte Tonbandmitschnitte der Plädoyers beider Seiten verschoben.[60]
- Warschau/Polen: Im polnischen Parlament beschimpft der Ministerpräsident Jarosław Kaczyński (PiS) während der Debatte um eine Justizreform andere Abgeordnete. Oppositionelle nennt er „Kanaillen“ und „Verräter“. Es kommt zu Tumulten.[61]

### Donnerstag, 20. Juli 2017

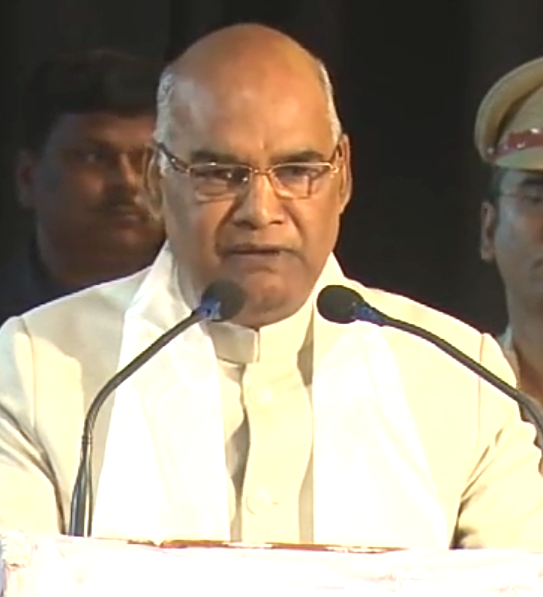
Ram Nath Kovind

- Neu-Delhi/Indien: Als neuer Präsident der Republik Indien wird der Kandidat der Nationalen Demokratischen Allianz Ram Nath Kovind bekanntgegeben.[62]
- Oxford/Vereinigtes Königreich: Die Hilfsorganisation Oxfam schätzt, dass im Jemen 360.000 Cholera-Verdachtsfälle in den letzten 90 Tagen auftraten. Eine größere Cholera-Epidemie sei noch nie registriert worden.[63]
- Warschau/Polen: Das Unterhaus bewilligt eine Justizreform, die den Abgeordneten des polnischen Parlaments, und damit den Regierungsparteien, mehr Einfluss auf die Judikative ermöglicht. Das Gesetz kann in Kraft treten, sobald der Senat sowie Staatspräsident Andrzej Duda zugestimmt haben. Die Europäische Kommission ist besorgt über die Entwicklung in Polen und sieht die Gewaltenteilung bedroht.[64]
- Washington, D.C./Vereinigte Staaten: Die Bundesregierung der USA verhängt gegen den amerikanischen Mineralölkonzern ExxonMobil eine Zwei-Millionen-US-Dollar-Strafe, da der Konzern Sanktionsverstöße im Zusammenhang mit dem Ukrainekonflikt begangen habe.[65]
- Wien/Österreich: Die britische Fluggesellschaft EasyJet erhält ein Betreiber-Zeugnis von der Luftfahrtagentur Austro Control. Ein Teil der Belegschaft soll nach Österreich umziehen. Das Unternehmen aus Luton will klare rechtliche Verhältnisse, noch bevor die Europäische Union (EU) und das Vereinigte Königreich sich einig sind über die Ausgestaltung der gegenseitigen Wirtschaftsbeziehungen nach dem EU-Austritt des Vereinigten Königreichs.[66]

### Freitag, 21. Juli 2017
- Dschibuti/Dschibuti: In der chinesischen Hafenstadt Zhanjiang werden die ersten Soldaten der Volksbefreiungsarmee verabschiedet, die auf dem seit Februar 2016 in Dschibuti gebauten Militärstützpunkt stationiert werden. Der mit Tunnel- und Bunkersystemen ausgestattete Komplex nahe dem US-Stützpunkt Camp Lemonnier am Golf von Aden dient China nach eigenen Angaben der humanitären Hilfe und für UN-Einsätze, aber auch für Militärkooperationen, Marineübungen und Rettungseinsätze. Auch Frankreich, Japan und Spanien betreiben einen Stützpunkt in Dschibuti.[67][68]
- Dublin/Irland: Der Chef der Bank of America Brian Moynihan gibt bekannt, dass das Unternehmen seinen Europasitz vom Standort London wegen des EU-Austritts des Vereinigten Königreichs an den Standort in Dublin verlegen wird. Der Londoner Standort bleibt erhalten.[69]
- Ingolstadt/Deutschland: Der Kfz-Hersteller Audi ruft 850.000 Fahrzeuge mit Dieselantrieb zurück, um per Software-Update deren Stickoxid-Ausstoß verringern zu können. Die Kunden müssen dem Rückruf, der für alle Länder außer Kanada und die Vereinigten Staaten gilt, nicht Folge leisten.[70]
- Jerusalem/Israel: Vor dem Tempelberg steigen die Spannungen zwischen Palästinensern und der israelischen Polizei, nachdem diese allen männlichen Muslimen unter 50 Jahren die Teilnahme am Freitagsgebet vor und in der al-Aqsa-Moschee untersagte. Drei Palästinenser werden bei den Auseinandersetzungen erschossen. In Halamish im Westjordanland tötet ein Palästinenser drei Israelis.[71][72]
- Kos/Griechenland: 1.31 Uhr ereignet sich ein Seebeben der Stärke 6,7 Mw im Ägäischen Meer. Zwei Menschen kommen auf der griechischen Ferieninsel Kos ums Leben und 13 weitere werden schwer verletzt.[73]

### Samstag, 22. Juli 2017
- Dili/Osttimor: Umfragen nach den Parlamentswahlen in Osttimor weisen auf eine Regierungskoalition aus den Parteien Fretilin und Congresso Nacional da Reconstrução Timorense hin.[74]
- Warschau/Polen: Proteste in mehr als einhundert polnischen Städten richten sich gegen ein Gesetz, das vom Parlament beschlossen wurde und der Regierung unter Ministerpräsidentin Beata Szydło erlauben würde, die Richter des Höchstgerichts in den Ruhestand zu versetzen.[75]

### Sonntag, 23. Juli 2017
- Paris/Frankreich: Chris Froome aus dem Vereinigten Königreich gewinnt zum dritten Mal in Folge die Rad-Rundfahrt Tour de France. in seiner Karriere ist es bereits der vierte Gesamtsieg der Tour.[76]
- San Antonio/Vereinigte Staaten: In einem Lkw-Anhänger werden acht tote Migranten entdeckt, sowie weitere dreißig verletzte, darunter auch schwerverletzte Migranten. In einem nahe gelegenen Wald wird ein weiterer Toter entdeckt. Die Polizei verhaftete den Fahrer, da dieser wahrscheinlich die Migranten illegal über die Grenze zwischen Mexiko und den Vereinigten Staaten geschleust hatte.[77]

### Montag, 24. Juli 2017
- Afghanistan: Zu Terroranschlägen kam es in Kabul und in der Provinz Ghor, wobei mindestens 70 Menschen starben und weitere Dutzende verletzt wurden.[78]
- Baltijsk/Russland: Zum ersten Mal beteiligt sich die Volksbefreiungsarmee der Volksrepublik China an dem Seemanöver Maritime Zusammenarbeit 2017 mit Russland in der Ostsee. Eingesetzt werden der Lenkwaffenzerstörer Héféi (合肥), die Mehrzweckfregatte Yùnchéng (运城) und das Versorgungsschiff Luòmǎhú (骆马湖).[79][80]

- Schaffhausen/Schweiz: Der 51-jährige Franz W. betritt am Morgen mit einer Motorsäge das Gebäude der CSS-Versicherung und verletzt mit dieser fünf Personen, zwei davon schwer.[81]
- Sonnensystem: Die Auswertung der Daten des amerikanischen „Moon Mineralogy Mappers“ an Bord der indischen Raumsonde Chandrayaan-1 weist auf die Existenz von Wasser auf der Mondoberfläche hin.[82]
- Warschau/Polen: Staatspräsident Andrzej Duda kündigt sein Veto gegen Teile der vom Unter- und Oberhaus bewilligten Justizreform an, die mehr Einfluss des polnischen Parlaments auf die Judikative vorsieht.[83]

### Dienstag, 25. Juli 2017
- Berlin/Deutschland: Das Auswärtige Amt bestätigt, dass im Irak neben einem 16-jährigen Mädchen drei weitere Frauen mit deutscher Staatsbürgerschaft inhaftiert sind, die sich der Terrororganisation Islamischer Staat angeschlossen hatten.[84]
- Brüssel/Belgien: Die Operation „Sophia“ des in der Flüchtlingskrise ab 2015 entstandenen Marineverbands European Union Naval Force – Mediterranean wird bis Ende 2018 verlängert, nachdem sich mit Italien das letzte beteiligte Land für eine Fortsetzung ausspricht. Die Bundeswehr unterstützt die Operation gegen Schleusernetzwerke zurzeit mit einem Versorgungsschiff, das Bundesheer stellt acht Stabsoffiziere.[85]
- München/Deutschland: Bundesanwalt Herbert Diemer plädiert im NSU-Prozess, die Angeklagte Beate Zschäpe als Mittäterin an allen Verbrechen der rechtsextremen Gruppierung NSU zu verurteilen.[86]

### Mittwoch, 26. Juli 2017
- Goslar/Deutschland: Das Fließgewässer Abzucht tritt nach starken Niederschlägen des Tiefs Alfred über die Ufer. Die Innenstadt wird gesperrt. Der Katastrophenschutzstab des Landkreises Goslar tritt in Aktion, um die Situation in den überschwemmten Gebieten unter Kontrolle zu bringen. Ernst ist die Lage auch in den Landkreisen Wolfenbüttel und Harz. Die Zillierbach-Talsperre bei Wernigerode ist mit rund 55.000 m³ Wasser bis zum Rand gefüllt.[87]

### Donnerstag, 27. Juli 2017

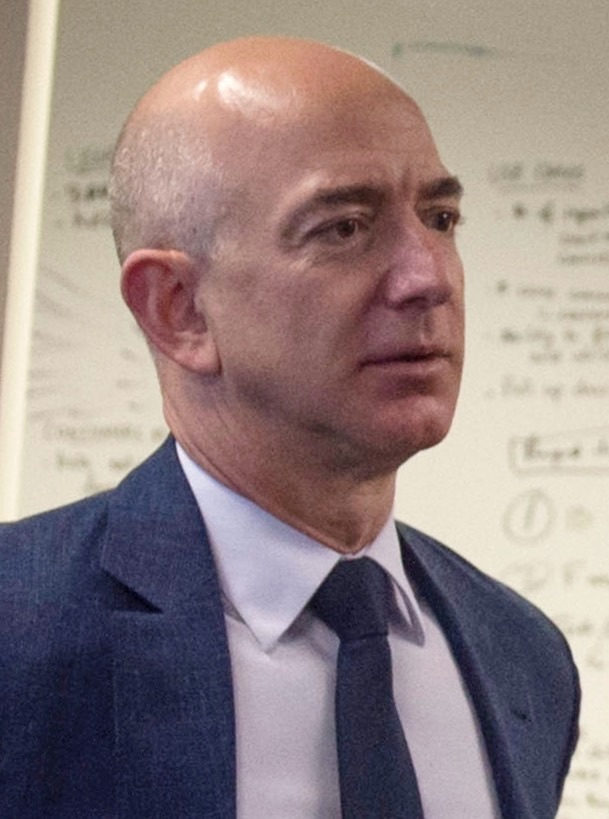
Jeff Bezos

- Berlin/Deutschland: Aufgrund der Verwendung einer illegalen Abgas-Software hat der deutsche Bundesverkehrsminister Alexander Dobrindt ein Zulassungsverbot für alle Sport Utility Vehicle (SUV) vom Typ Porsche Cayenne mit 3,0-Liter-TDI-Motor verhängt.[88]
- New York/Vereinigte Staaten: Ein Echtzeit-Ranking der Zeitschrift Forbes ergibt, dass der US-amerikanische Gründer des Online-Händlers Amazon.com Jeff Bezos mit einem Vermögen von 90,6 Milliarden US-Dollar für einige Stunden seinen Landsmann Bill Gates, Gründer des Softwareunternehmens Microsoft, als reichster Mensch der Welt ablöst.[89][90]
- Semnan/Iran: Die iranische Weltraumagentur eröffnet das seit 2010 neugebaute Imam Khomeini Raumfahrtzentrum östlich des alten Semnan-Weltraumbahnhof mit dem zweiten erfolgreichen Start der neuen Simorgh-Trägerrakete.[91]

### Freitag, 28. Juli 2017
- Barcelona/Spanien: Mehr als 50 Menschen werden bei einem S-Bahn-Unfall verletzt, als ein Zug im Bahnhof „Estación de Francia“ mit unverminderter Geschwindigkeit gegen einen Prellbock fährt.[92]

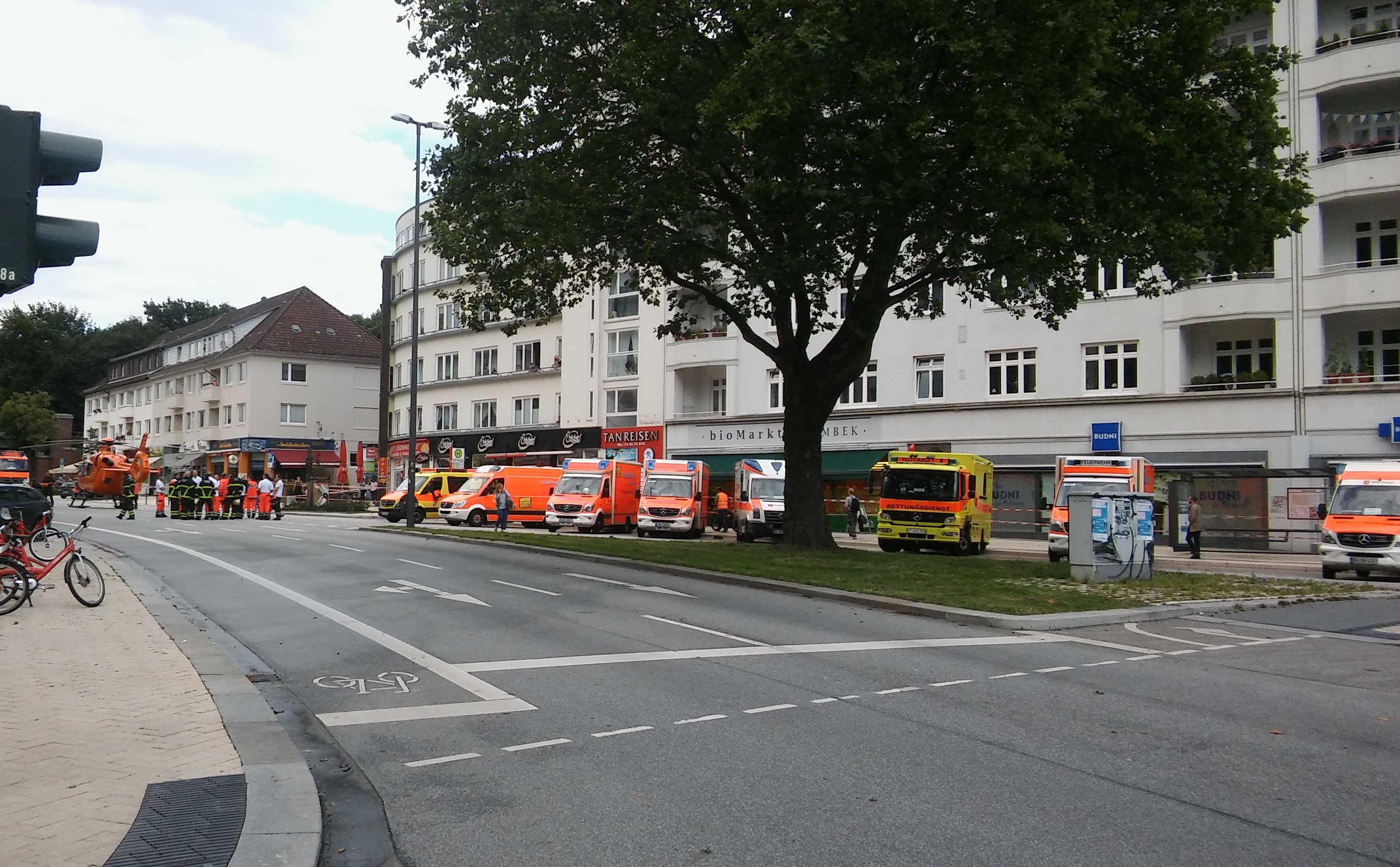
Rettungskräfte unweit des Supermarktes nach der Messerattacke in Hamburg

- Rettungskräfte unweit des Supermarktes nach der Messerattacke in HamburgHamburg/Deutschland: Ein Palästinenser attackiert in einem Supermarkt im Stadtteil Barmbek wahllos Personen mit einem Messer. Eine Person erleidet tödliche Verletzungen und sieben weitere werden verletzt. Der Täter blieb nach der Ablehnung seines Asylantrags ohne Aufenthaltsgestattung in der Bundesrepublik. Die Behörden erhielten Hinweise, dass er Radikalismus befürwortet.[93]
- Islamabad/Pakistan: Der Oberste Gerichtshof enthebt den Premierminister von Pakistan Nawaz Sharif aus der einflussreichen Sharif-Familie seines Amtes. Dieser tritt wenige Stunden später von sich aus zurück. Zum Verhängnis wurden ihm die mit der Veröffentlichung der Panama Papers im Jahr 2015 aufgedeckten geschäftlichen Verbindungen seiner Kinder zu Offshore-Firmen.[94]
- Kanggye/Nordkorea: Die nordkoreanische Volksarmee testet entgegen der UN-Sanktionen nahe Mup'yong-ni in der Provinz Chagang-do erneut eine Interkontinentalrakete, die nach südkoreanischen Angaben eine Version der Hwasong-14 (KN-14) sein soll. Nach Angaben der Nachrichtenagentur KCNA erreichte die Rakete eine Höhe von 3.725 Kilometern und flog 998 Kilometer weit ins Japanische Meer. Staatspräsident Kim Jong Un drohte erneut mit einem Überraschungsangriff auf die Vereinigten Staaten wegen der anhaltenden Provokationen. Die US-Streitkräfte und die südkoreanischen Streitkräfte führen unterdessen an der Ostküste von Südkorea ein Militärmanöver durch und feuerten mehrere Kurzstreckenraketen ATACMS und Hyunmoo-2 ins Meer.[95]
- Stuttgart/Deutschland: Das Verwaltungsgericht gibt einer Klage der Deutschen Umwelthilfe statt und erklärt das zum 1. Januar 2018 geforderte Fahrverbot für Kfz mit Dieselantrieb in Stuttgart für rechtmäßig, wenn die Schadstoff-Grenzwerte nur auf diese Weise eingehalten werden können.[96]
- Washington, D.C./Vereinigte Staaten: US-Präsident Donald Trump verkündet auf Twitter die Entlassung seines Stabschefs Reince Priebus und ernennt den Minister für Innere Sicherheit John F. Kelly zu dessen Nachfolger.[97]

### Samstag, 29. Juli 2017
- Brüssel/Belgien: Die Europäische Kommission eröffnet ein Vertragsverletzungsverfahren gegen Polen. Die polnische Regierung soll sich innerhalb eines Monats zur Justizreform und zur Garantie der Gewaltenteilung äußern.[98]
- Libreville/Gabun: Wahl zur Nationalversammlung
- Randa/Schweiz: Im Kanton Wallis wird die längste Fußgänger-Hängebrücke der Welt eröffnet. Die Charles-Kuonen-Hängebrücke ist 494 m lang und gehört zum Europaweg zwischen Grächen und Zermatt.[99]
- Rio de Janeiro/Brasilien: Brasiliens Präsident Michel Temer entsendet wegen der schwierigen Sicherheitslage 8.500 Soldaten der Streitkräfte und 1.500 Polizisten und Nationalgardisten zur Kriminalitätsbekämpfung in die Millionenstadt mit ihren rund 800 Favelas. Im ersten Halbjahr 2017 sind in der Stadt bereits 2.723 Morde gezählt worden und damit rund 10 Prozent mehr als im Vorjahr. Allein in den ersten sechs Monaten 2017 kamen 91 Polizisten im Dienst ums Leben.[100]

### Sonntag, 30. Juli 2017
- Caracas/Venezuela: Beginn der Wahl einer verfassunggebenden Versammlung. Die 545 Mitglieder des Gremiums sollen die Verfassung von 1999 novellieren. Die Opposition rief zum Boykott auf. Die Zahl der Todesopfer bei den seit April anhaltenden Protesten gegen die Regierung Maduro steigt auf 113.[101]
- Ciudad Bolívar/Venezuela: Mehrere Männer suchen den Kandidaten für die verfassunggebende Versammlung José Félix Pineda in seinem Haus auf und erschießen den 39-jährigen Politiker der Vereinigten Sozialistischen Partei.[102]
- Chifeng/China: Mit einer Militärparade auf der größten asiatischen Trainingsbasis in Zhurihe nahe Chifeng in der Inneren Mongolei hat die Volksrepublik China den 90. Jahrestag der Gründung der Volksbefreiungsarmee gefeiert. Präsident Xi Jinping nahm die Parade ab, an der rund 12.000 Soldaten sowie Hunderte Flugzeuge, gepanzerte Fahrzeuge sowie Trägerfahrzeuge mit ballistischen Langstreckenraketen teilnahmen. In einer Rede erklärte Xi Jinping, die Volksbefreiungsarmee müsse „unerschütterlich“ zur Kommunistischen Partei und deren „absoluter Führung“ stehen.[103]
- Dakar/Senegal: Wahlen zur Nationalversammlung[104]
- Konstanz/Deutschland: Der Schwager des Betreibers der in einem Industriegebiet gelegenen Diskothek „Grey Konstanz“ tötet gegen 4.30 Uhr mit einem M16-Sturmgewehr den Türsteher und verletzt drei weitere Personen. Danach wird der Täter von der Polizei in einem Schusswechsel getötet. Grund soll ein Familienstreit gewesen sein.[105]
- Mogadischu/Somalia: Bei einem Autobombenanschlag nahe einer Polizeistation im Distrikt Waberi werden mindestens acht Menschen getötet und mehrere verletzt.[106]

### Montag, 31. Juli 2017

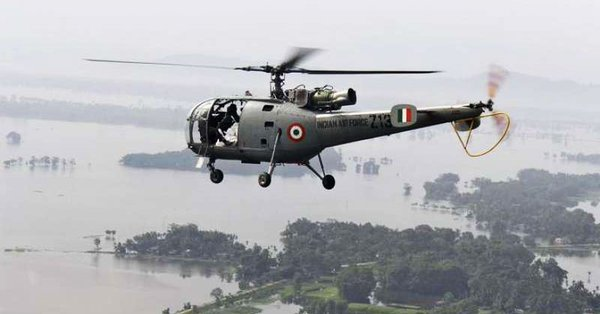
Überschwemmungen in Westindien

- Gujarat/Indien: Die Überschwemmungen im Bundesstaat Gujarat durch die Regenfälle der letzten Wochen forderten nach Angaben der Behörden bereits über 200 Menschenleben. Die Niederschlagsmenge ist inzwischen deutlich gesunken und die Zahl der entdeckten Opfer wird beim Abfließen des Wassers ansteigen.[107]
- Los Angeles/Vereinigte Staaten: Die Stadt zieht ihre Bewerbung für die Olympischen Sommerspiele 2024 zurück und bewirbt sich nur noch um die Ausrichtung im Jahr 2028.[108]

## Weblinks

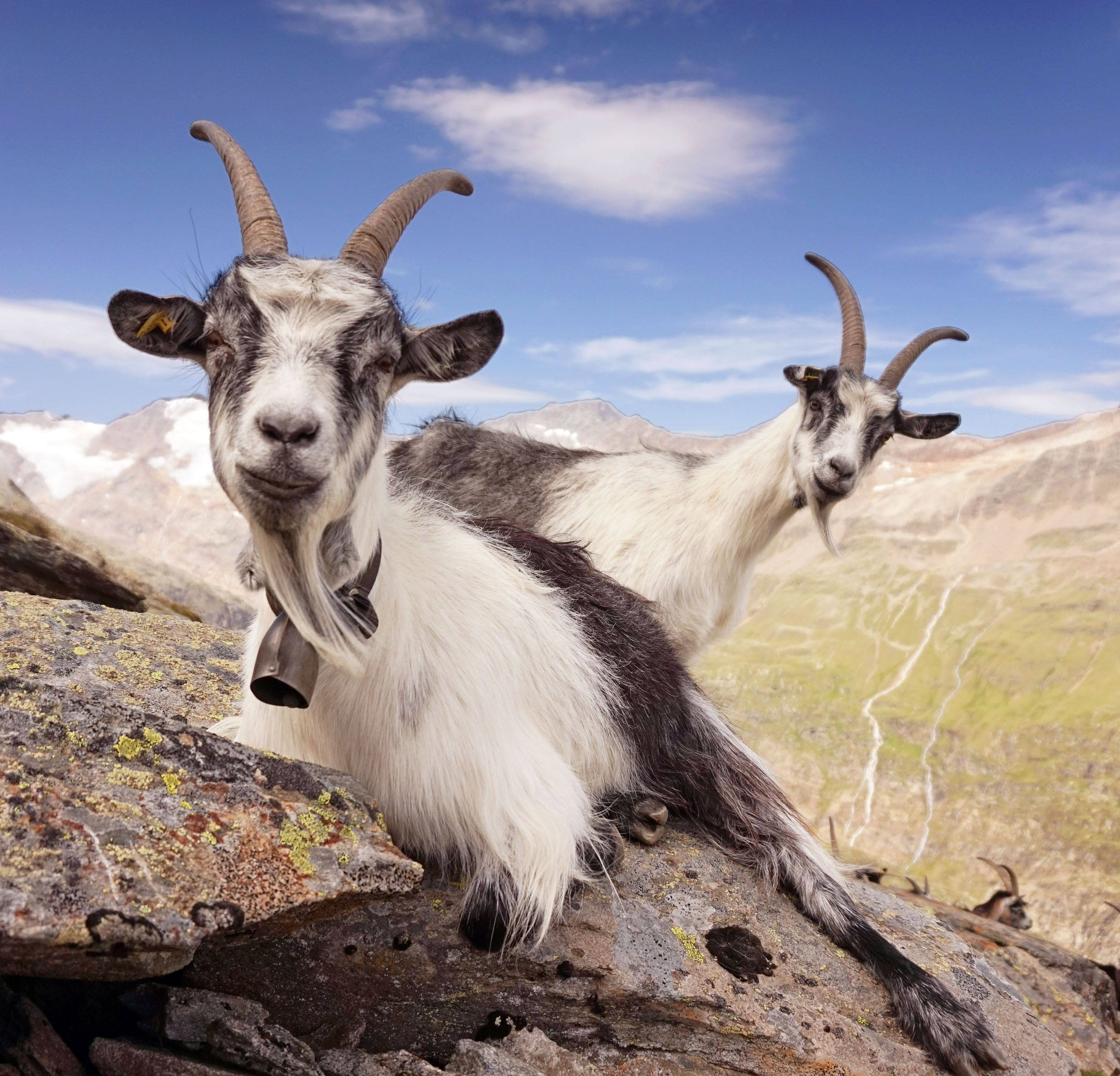
Tirol im Juli 2017